# Wipfratal

Lage der ehemaligen Gemeinde im Ilm-Kreis

Wipfratal war eine Gemeinde im Ilm-Kreis in Thüringen, die im Januar 2019 in die Kreisstadt Arnstadt eingemeindet wurde.
Die Gemeinde lag zwischen den drei größten Städten des Kreises: Arnstadt im Norden, Ilmenau im Süden und Stadtilm im Osten. Sie wurde 1994 gebildet und umfasste zwölf Ortsteile, von denen Marlishausen mit Abstand der größte ist. Der Sitz der Gemeindeverwaltung lag jedoch im Dorf Branchewinda. Erfüllende Gemeinde war die Kreisstadt Arnstadt. Benannt war die Gemeinde nach dem Fluss Wipfra, an dem sieben der zwölf Ortsteile liegen.

## Geografie
Die Gemeinde lag zwischen dem Thüringer Becken im Norden und dem Thüringer Wald im Süden auf einer Höhe von 319 m ü. NHN. Auf dem Gemeindegebiet von 49,86 km² lebten zuletzt 2.956 Einwohner (Stand: 31. Dezember 2018). Wipfratal wurde durch einen etwa 500 Meter hohen Höhenzug in der Mitte in zwei Teile geteilt. Nördlich davon liegen im relativ ebenen Land an der Wipfra die Dörfer Roda, Görbitzhausen, Hausen, Marlishausen und Ettischleben sowie westlich des Flusses die Orte Branchewinda und Dannheim. Die landwirtschaftlich geprägte Landschaft ist hier waldarm und liegt in einer Höhe von 300 bis 400 Metern.
Der südliche Gemeindeteil war bereits hügeliger und beherbergt die Orte Wipfra und Neuroda an der Wipfra sowie die westlich gelegenen Dörfer Schmerfeld, Reinsfeld und Kettmannshausen. Dieser waldarme Talkessel wird im Westen von den Reinsbergen begrenzt, die über 600 Meter hoch sind. Nördlich verbindet eine bewaldete Hügelkette die Reinsberge im Westen und den Willinger Berg im Osten. Die östliche Begrenzung sind Willinger und Sandberg, im Süden liegt die Talsperre Heyda. Vorherrschende Baumarten sind Fichte und Kiefer, der Boden besteht aus Muschelkalk und gehört zur Ohrdrufer Platte.

### Nachbargemeinden
Im Uhrzeigersinn, beginnend im Norden: Alkersleben, Bösleben-Wüllersleben, Stadtilm, Ilmenau, Plaue, Arnstadt, Dornheim

### Gemeindegliederung
Die zwölf Ortsteile der Gemeinde waren:
| Ortsteil        | Einwohner 2013 | Fläche   | Höhe ü. NN | Ersterwähnung |  |
| Branchewinda    | 153            | 3,33 km² | 387 m      | 0876          |  |
| Dannheim        | 267            | 6,47 km² | 377 m      | 0750          |  |
| Ettischleben    | 148            | 3,49 km² | 312 m      | 0750          |  |
| Görbitzhausen   | 116            | 1,62 km² | 341 m      | 1186          |  |
| Hausen          | 176            | 1,67 km² | 332 m      | 0932          |  |
| Kettmannshausen | 089            | 2,01 km² | 414 m      | 1450          |  |
| Marlishausen    | 12100          | 7,74 km² | 319 m      | 0750          |  |
| Neuroda         | 201            | 5,12 km² | 402 m      | 1378          |  |
| Reinsfeld       | 174            | 5,49 km² | 448 m      | 1209          |  |
| Roda            | 062            | 2,81 km² | 340 m      | 1239          |  |
| Schmerfeld      | 096            | 2,99 km² | 430 m      | 1303          |  |
| Wipfra          | 172            | 5,06 km² | 402 m      | 1348          |  |

## Geschichte
Die Gemeinde Wipfratal wurde am 25. März 1994 gebildet. Die Orte sind teils deutlich über 1000 Jahre alt und von Fachwerkgehöften geprägt. Die Orte im nördlichen Gemeindeteil gehörten bis 1920 zum Amt Arnstadt des Fürstentums Schwarzburg-Sondershausen. Der südliche Teil war zersplittert: Schmerfeld und Wipfra gehörten zum Amt Ilmenau im Großherzogtum Sachsen-Weimar-Eisenach, Neuroda und Kettmannshausen zum Herzogtum Sachsen-Coburg und Gotha und Reinsfeld zum Fürstentum Schwarzburg-Sondershausen. Im neu gebildeten Land Thüringen gehörte das Gebiet der Gemeinde zunächst zum Landkreis Arnstadt, der 1952 geteilt wurde. Die Orte der Gemeinde verblieben im nun zum Bezirk Erfurt gehörenden Kreis Arnstadt. 1994 ging dieser im Ilm-Kreis auf. Erfüllende Gemeinde für Wipfratal war die Stadt Arnstadt.
Für die Fusion mit der Kreisstadt wurde im März 2018 positiv abgestimmt.
Am 1. Januar 2019 wurde Wipfratal in die Kreisstadt Arnstadt eingemeindet.
Einwohnerentwicklung
| Jahr | Einwohner |
| ---- | --------- |
| 1843 | 1.989     |
| 1939 | 2.555     |
| 1989 | 2.552     |
| 1994 | 2.560     |
| 1995 | 2.595     |
| 1996 | 2.652     |
| 1997 | 2.688     |

| Jahr | Einwohner |
| ---- | --------- |
| 1998 | 2.711     |
| 1999 | 2.746     |
| 2000 | 2.756     |
| 2001 | 2.816     |
| 2002 | 2.911     |
| 2003 | 2.954     |
| 2004 | 2.925     |

| Jahr | Einwohner |
| ---- | --------- |
| 2005 | 2.941     |
| 2006 | 2.968     |
| 2007 | 2.915     |
| 2008 | 2.911     |
| 2009 | 2.879     |
| 2010 | 2.834     |
| 2011 | 2.757     |

| Jahr | Einwohner |
| ---- | --------- |
| 2012 | 2.755     |
| 2013 | 2.780     |
| 2014 | 2.808     |
| 2015 | 2.880     |
| 2016 | 2.882     |
| 2017 | 2.907     |
| 2018 | 2.956     |

jeweils 31. Dezember; Datenquelle ab 1994

## Religion
26 % der Einwohner sind evangelisch-lutherisch, 2 % katholisch. In allen zwölf Ortsteilen existieren evangelische Kirchen; sie gehören zum Kirchenkreis Arnstadt-Ilmenau der Evangelischen Kirche in Mitteldeutschland. 

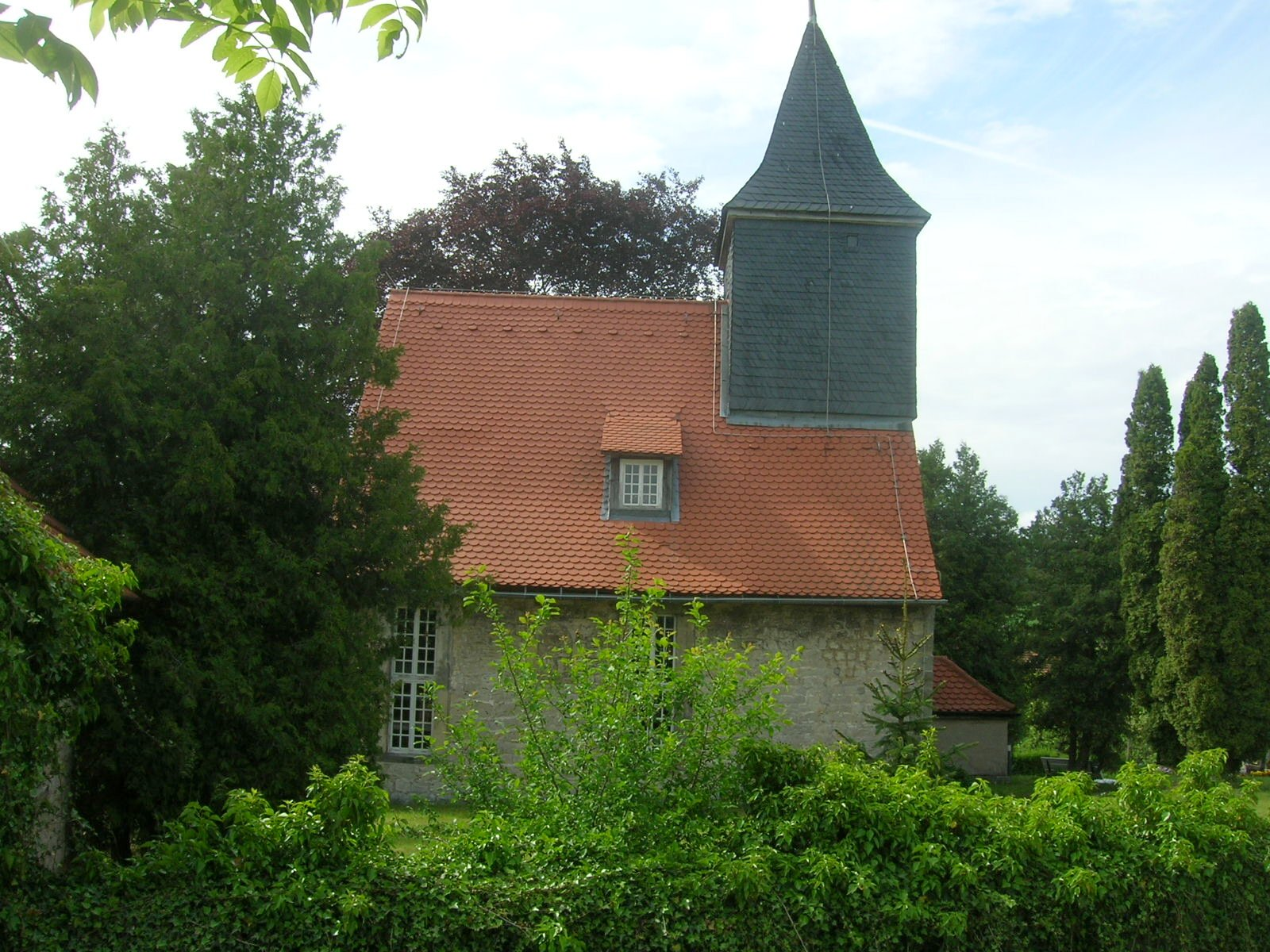
Branchewinda
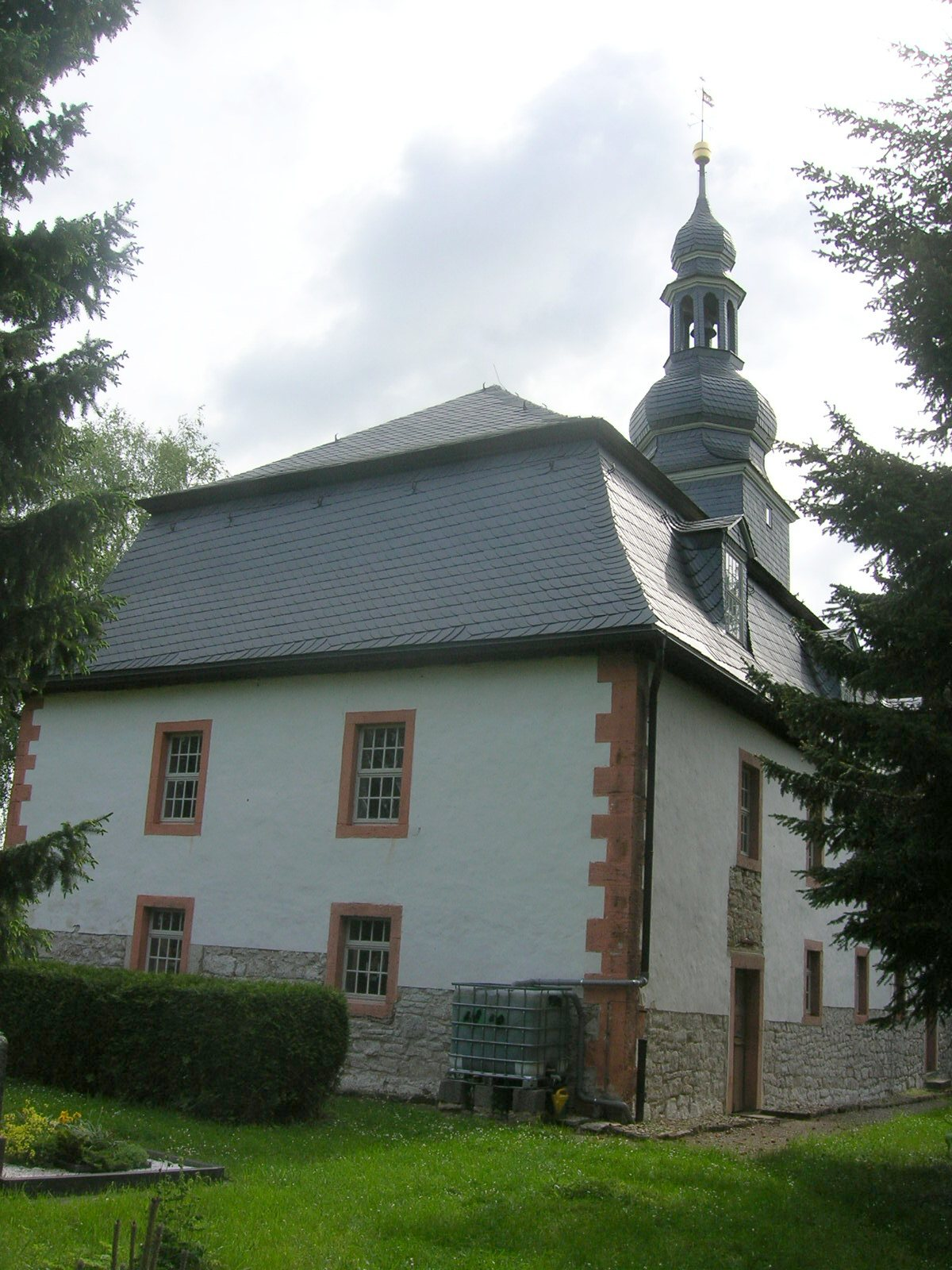
Dannheim
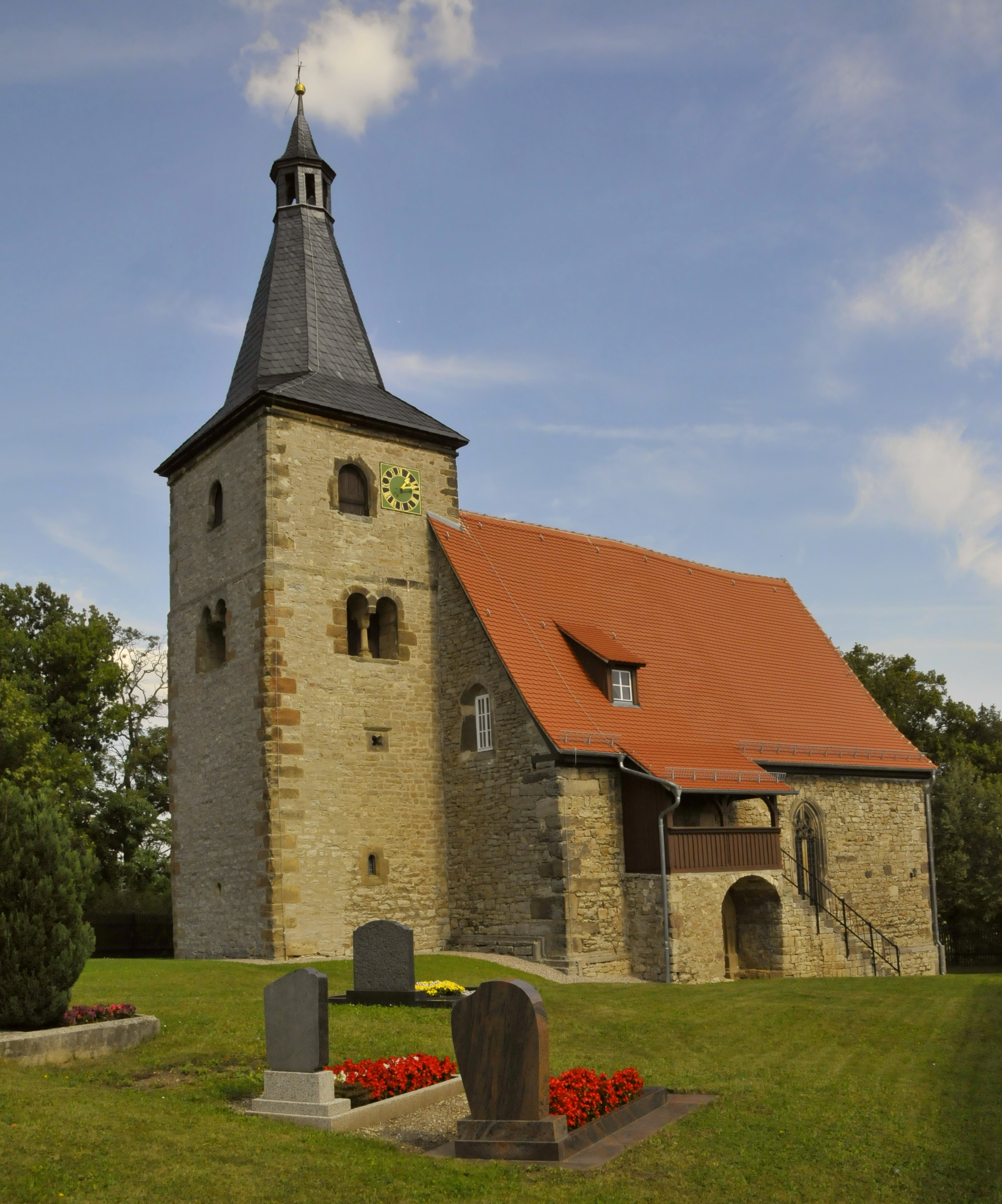
Ettischleben
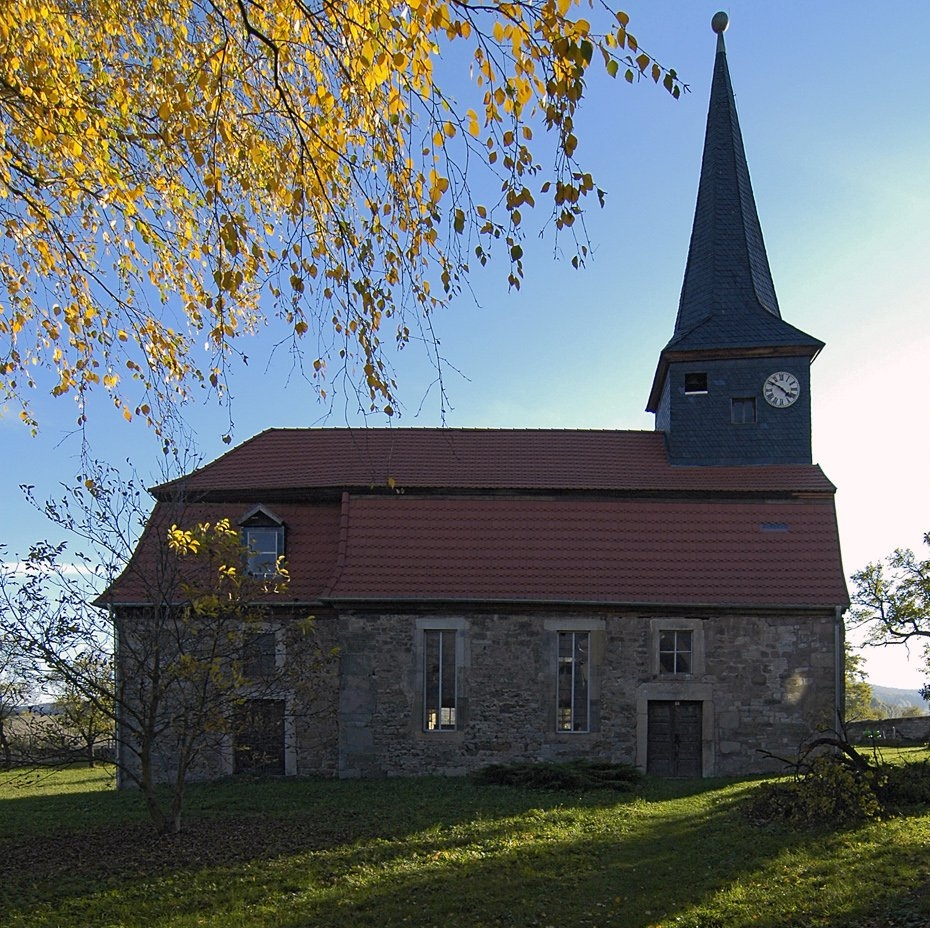
Görbitzhausen
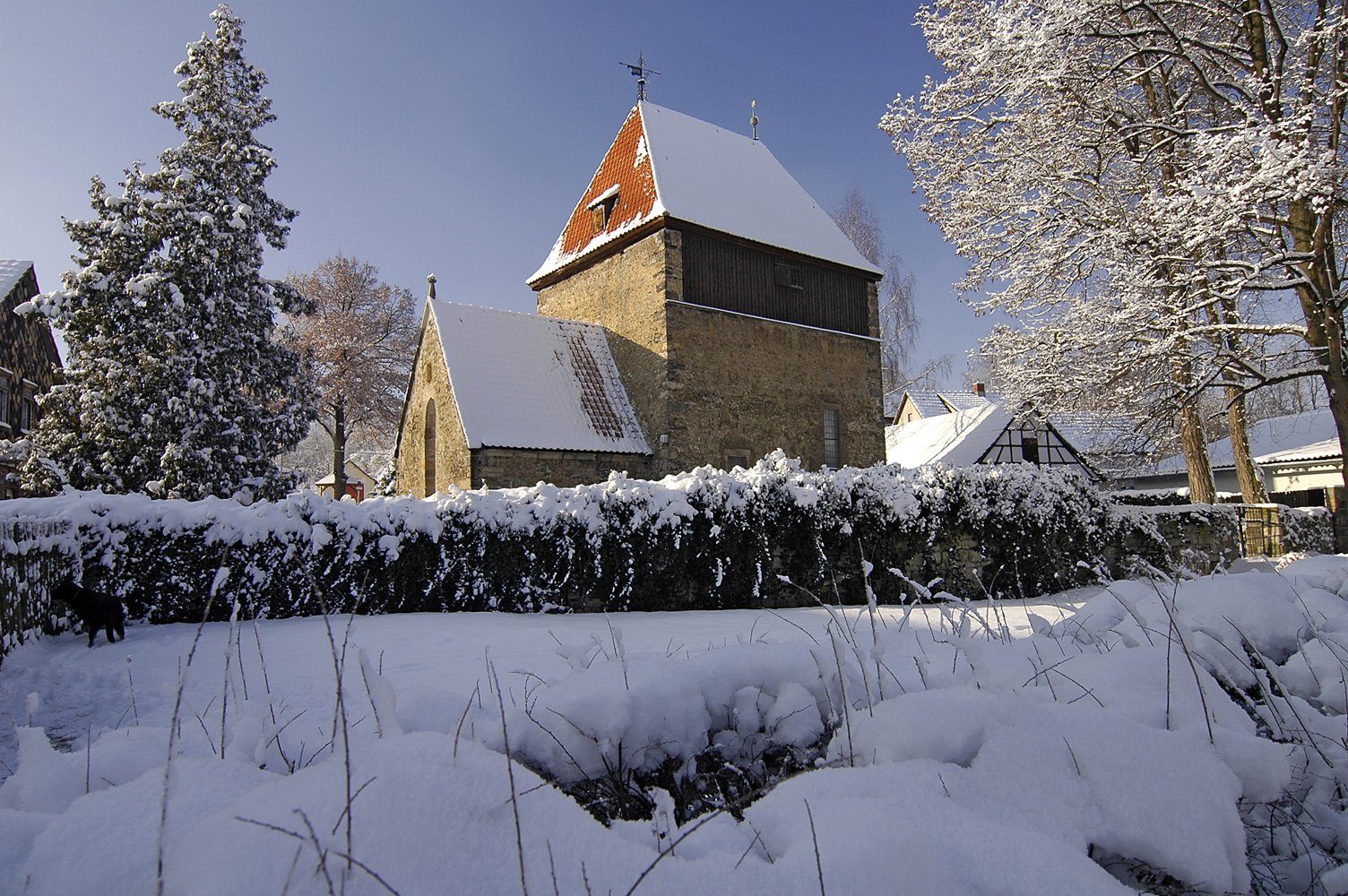
Hausen
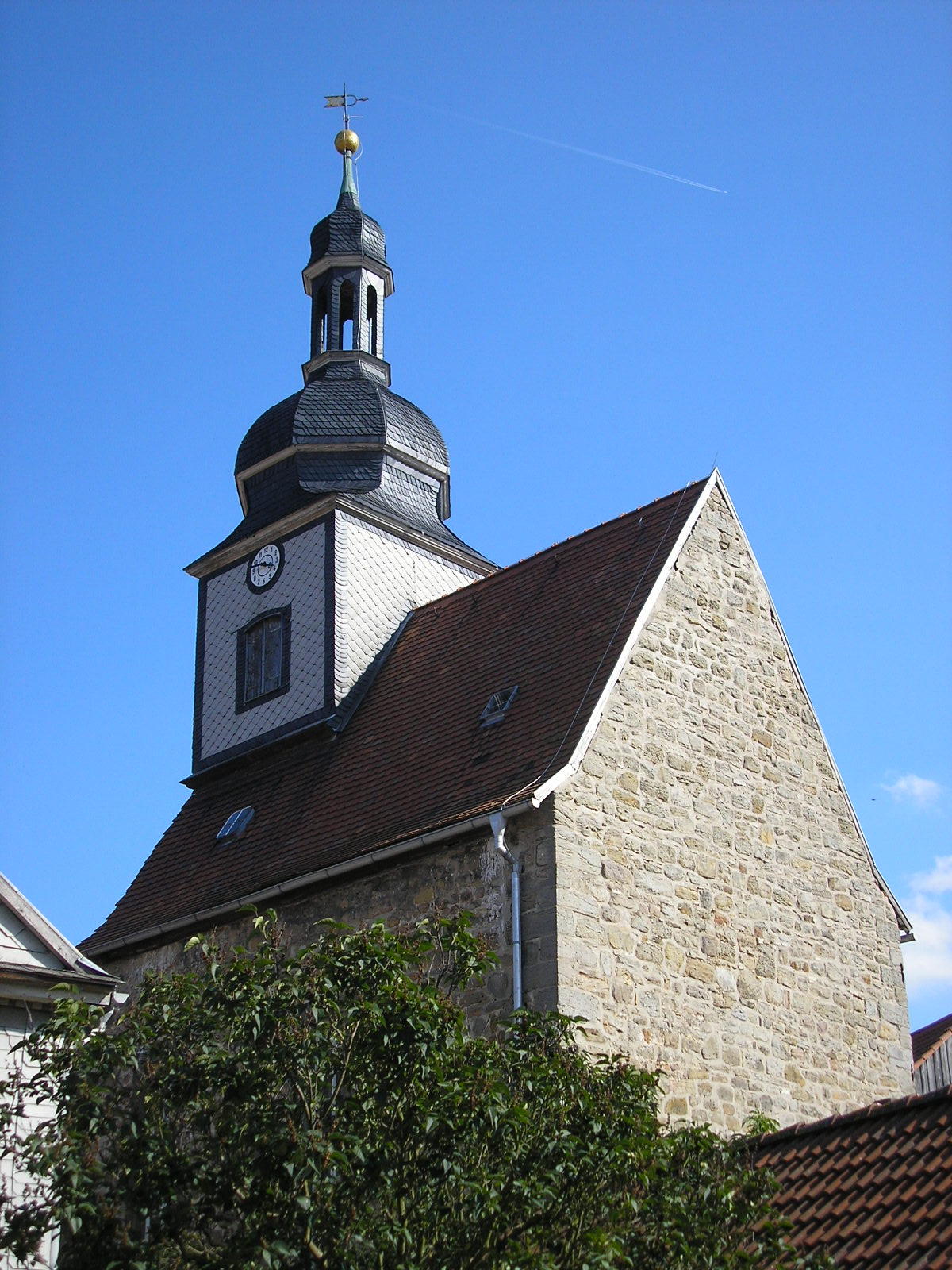
Kettmannshausen
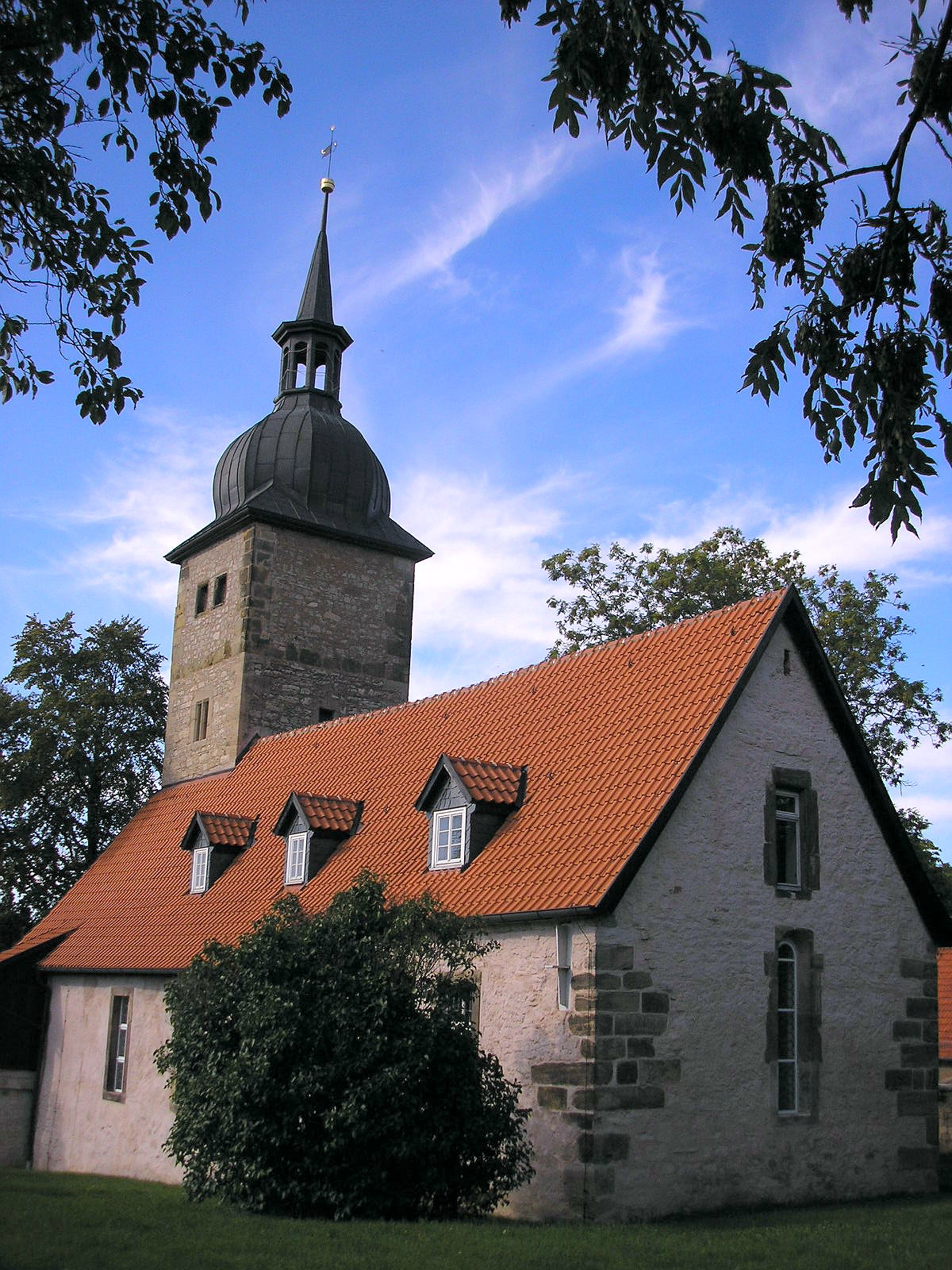
Marlishausen
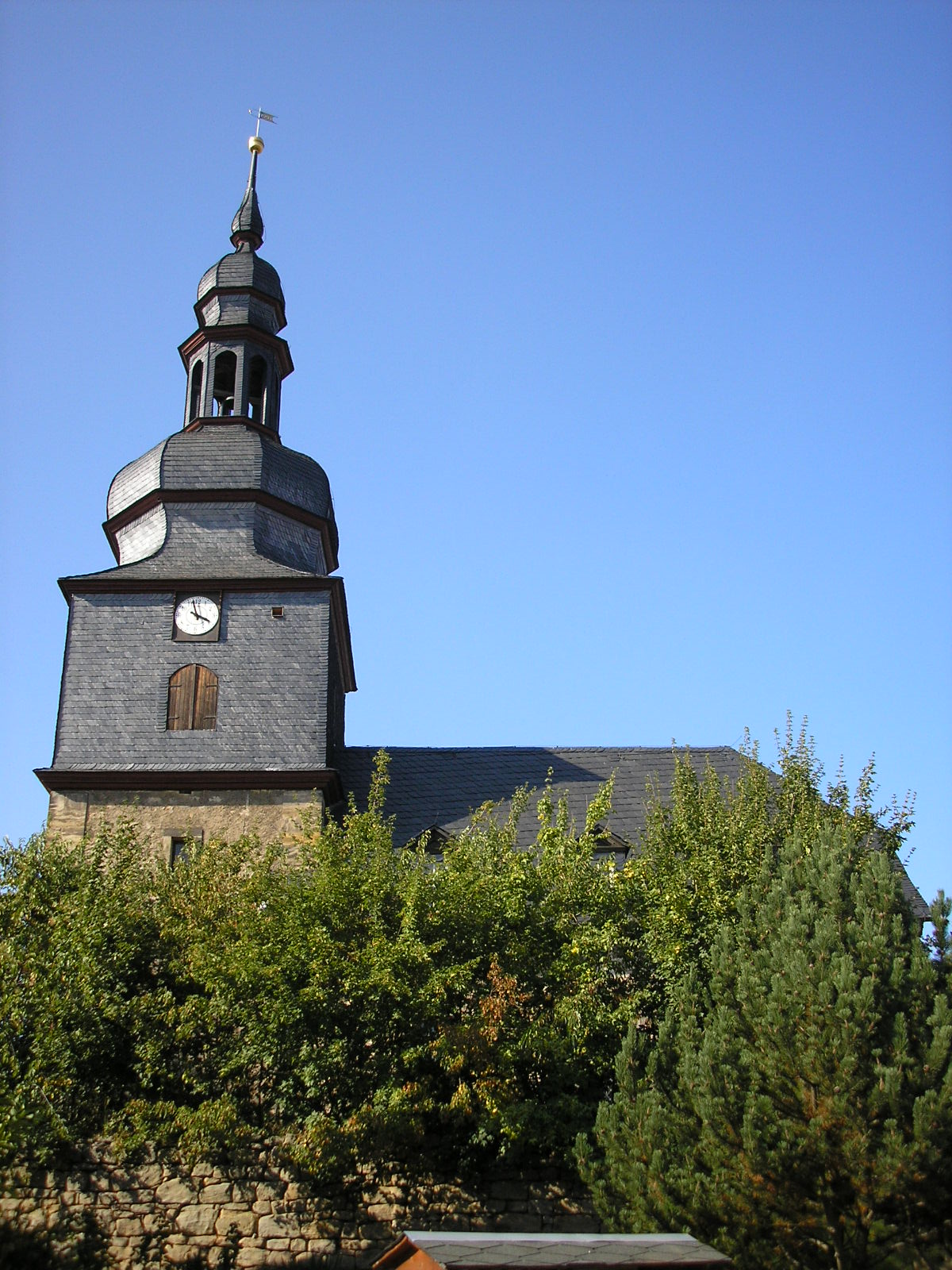
Neuroda
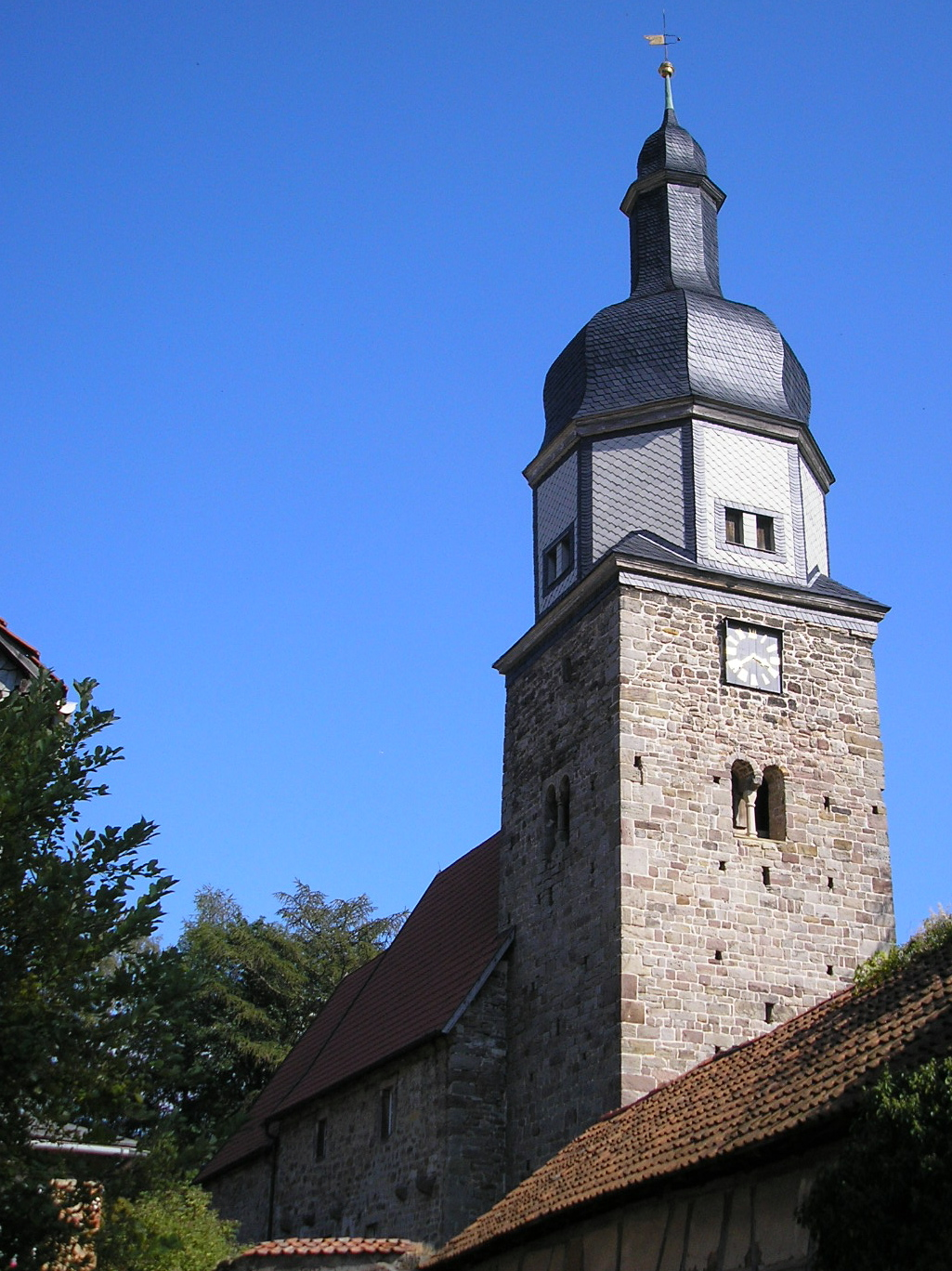
Reinsfeld
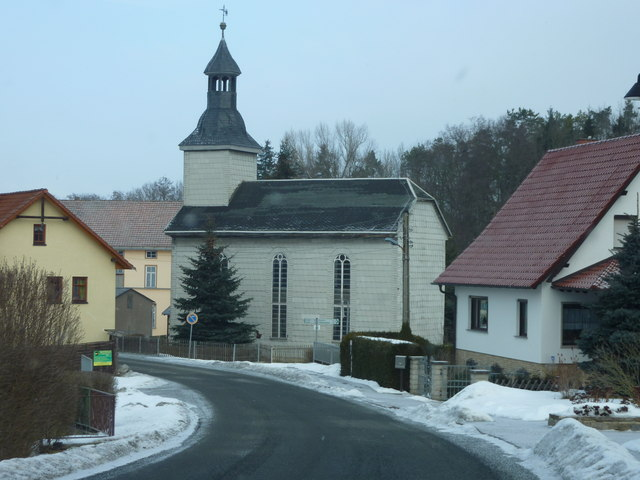
Roda
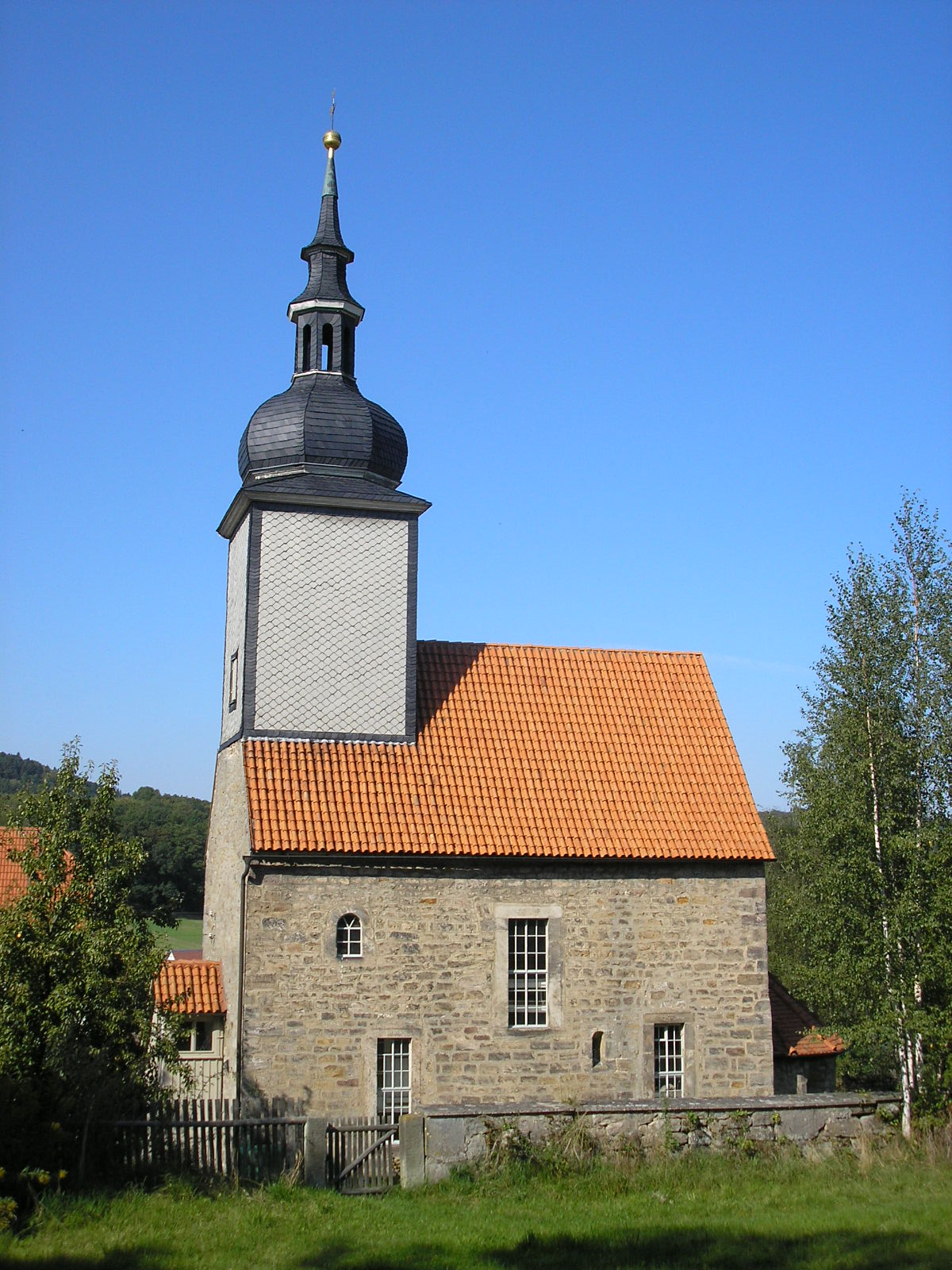
Schmerfeld
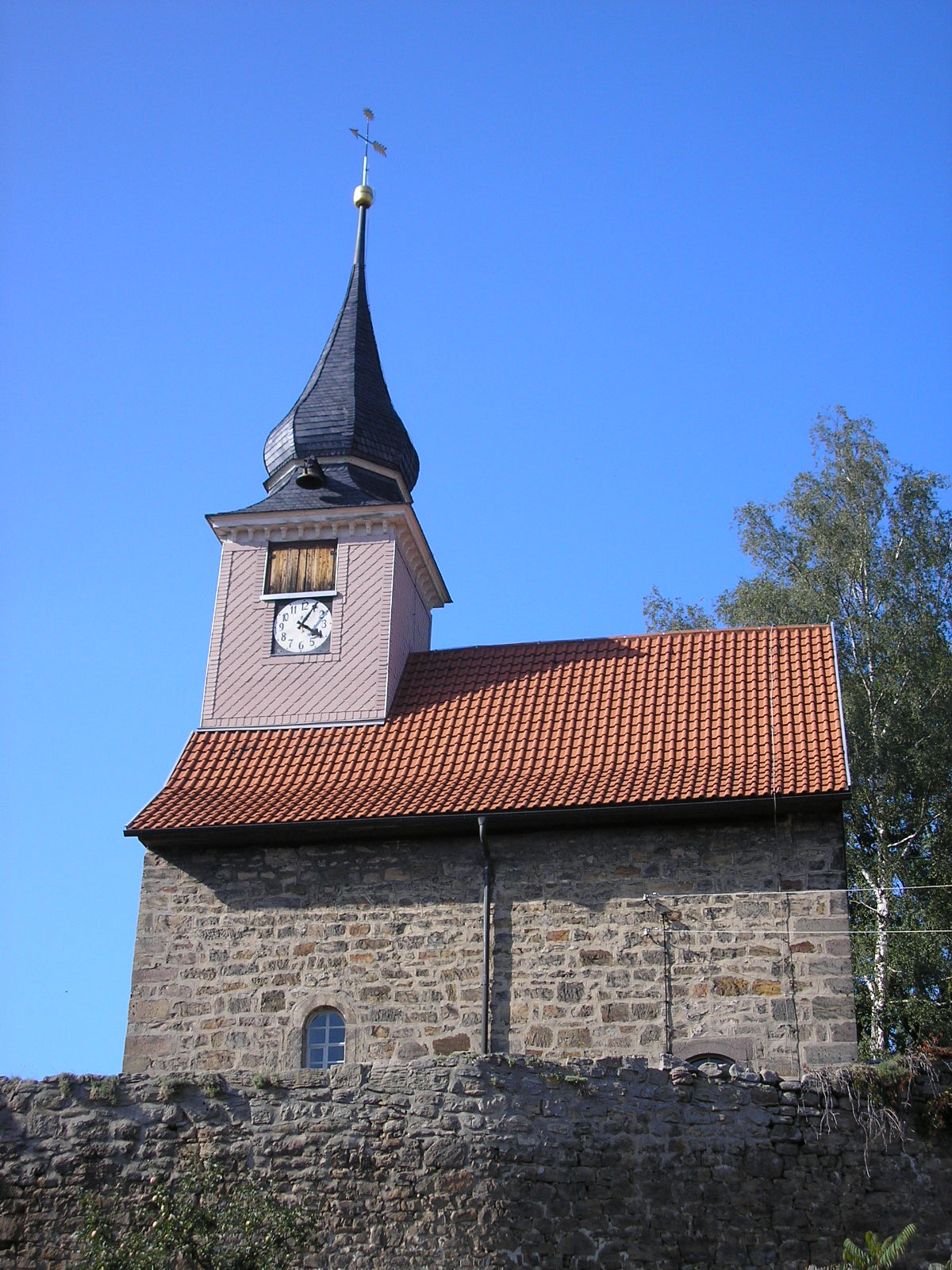
Wipfra

Die wenigen Katholiken sind der Pfarrei St. Elisabeth in Arnstadt, Bistum Erfurt, zugeordnet.

## Politik

### Ehemaliger Gemeinderat
Seit der Kommunalwahl am 25. Mai 2014 bestand der Rat der Gemeinde Wipfratal aus 11 Ratsfrauen und Ratsherren,  die sich folgendermaßen auf die einzelnen Sitze verteilten:
| CDU           | 2 Sitze |
| Die Linke     | 2 Sitze |
| Freie Liste   | 3 Sitze |
| Bürgerbündnis | 4 Sitze |

### Ehemaliger Bürgermeister
Der ehrenamtliche Bürgermeister Werner Schmidt (SPD) wurde am 27. Juni 2004 gewählt.

## Wirtschaft und Infrastruktur
Die Wirtschaft der Gemeinde war von der Landwirtschaft und der Viehwirtschaft geprägt. Industriebetriebe sind nur in sehr geringer Zahl vorhanden, im Ortsteil Marlishausen befinden sich jedoch zwei Metallbaufirmen. Viele Einwohner pendeln zum Arbeiten in die Städte der Umgebung, von denen die Gemeinde Wipfratal mit ihrem verhältnismäßig preisgünstigen Bauland in den letzten Jahren deutlich gewinnen konnte. So stieg die Einwohnerzahl seit der Gemeindegründung 1994 um etwa 400 Personen an, in Marlishausen entstanden größere Einfamilienhaussiedlungen. Im Ortsteil Hausen wurde ein altes Bauerngehöft zum NaturErlebnisHof Hausen umgestaltet.

## Verkehr
Rund 300 Meter westlich von Marlishausen befindet sich die Anschlussstelle Anstadt-Süd der Autobahn A 71 und damit das nördliche Ende der Thüringer-Wald-Autobahn, die die Gemeinde annähernd in Nord-Süd-Richtung durchquert. Parallel dazu verläuft die Schnellfahrstrecke Nürnberg–Erfurt.
Der Auto- und Busverkehr innerhalb von Wipfratal rollt über Landes- und Kreisstraßen. Marlishausen verfügt über einen Bahnhof an der Bahnstrecke Arnstadt–Saalfeld.
Im Norden verläuft ein Radwanderweg, der Stadtilm mit Arnstadt verbindet. An dessen Endpunkten hat er Anschlüsse an den Ilmtal- bzw. Gera-Radweg. Entlang der Westgrenze von Wipfratal verläuft der Themenwanderweg Von Bach zu Goethe von Arnstadt nach Ilmenau.

## Geschichtsdenkmale
Ein Gedenkstein auf dem Friedhof in Reinsfeld erinnert an sechs Opfer eines Todesmarsches von KZ-Häftlingen, der gegen Ende des Zweiten Weltkrieges durch die Gemarkung der Gemeinde führte. Sie, wie auch die anderen Opfer, die in Kettmannshausen und Dannheim begraben sind, wurden von SS-Angehörigen ermordet.